# جواد مصطفى جواد

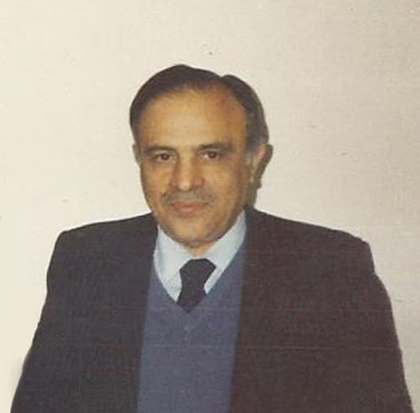

جواد مصطفى جواد، مهندس وخبير نفط واقتصادي عراقي 

## سيرته
الخبير النفطي المهندس جواد مصطفى جواد البياتي ابن المؤرخ واللغوي مصطفى جواد. ولد جواد مصطفى عام 1933 في محلة صبابيغ الأل في بغداد، ويرجع أصل أسرته إلى قضاء الخالص (دلتاوة سابقا) في محافظة ديالى، تركماني من عشيرة (صارأيلو) البياتية. انتظم جواد مصطفى جواد بالدراسة الأبتدائية في المدرسة الجعفرية، واكمل دراسته الأعدادية في الاعدادية المركزية عام 1951 بتوفق مما اتاح له الألتحاق بعدها ببعثة دراسية إلى انكلترة حيث حصل على شهادة البكلوريوس في الهندسة الكهربائية والاتصالات من جامعة سوانزي عام 1956 . وخلال دراسته بالخارج يقول عنه زملائه بانه كان طالبا هادئا ومتوفقا يحب المشاركة في الفعاليات الطلابية العربية اذ كان عضوا نشطا برابطة الطلبة العرب.

## أعماله
بعد عودته إلى العراق تعين كمهندس في شركة نفط العراق (الاي بي سي) التي كانت مسؤولة عن استكشاف وانتاج النفط الخام في منطقة كركوك وعمل بقسم الكهرباء فيها. استمر بالعمل في شركة نفط العراق حتى تأميمها في عام 1972 ليلتحق بعدها بشركة النفط الوطنية العراقية في بغداد. 
قبل تأميم النفط كان هناك قسم للتدريب المهني في شركة النفط الوطنية العراقية يتكفل باعداد الكوادر المهنية التي تحتاجها الشركة في اعمالها. وقد قام هذا القسم بالتفاوض مع وزارة الصناعة لكي ينقل اليه عائدية مركز التدريب المهني الذي كانت إحدى الشركات الروسية قد انشأته لصالحها في منطقة الوزيرية. وفي 5 تشرين الثاني عام 1970 صدر قرار من مجلس التخطيط بفك أرتباط هذا المركز من وزارة الصناعة وربطه بشركة النفط الوطنية العراقيه تحت إدارة قسم التدريب المهني فيها وتم تغيير تسميته إلى (مركز التدريب النفطي) لكي يقوم باعداد ملاكات فنية وسطية تعمل في القطاع النفطي. وبعد تأميم النفط عام 1972 اصدرت الدولة قرارا سريعا بتحويل قسم التدريب المهني في شركة النفط الوطنية العراقية إلى دائرة سميت بدائرة التدريب المهني والتطوير الإداري لرفد الشركة بالكوادر الوسطية باسرع وقت ممكن لسد النقص الذي حصل نتيجة لتنفيذ خطط تطوير الحقول النفطية الطموحة شمالا وجنوبا لزيادة الإنتاج النفطي. عين السيد جواد مصطفى جواد بعد التحاقه بشركة النفط الوطنية العراقة وكيلا لمدير هذه الدائرة ومديرا لمركز التدريب النفطي في نفس الوقت. بدأ مركز التدريب النفطي بتخريج الكوادر النفطية الوسطية عام 1974 وباشراف مباشر من مديره الاستاذ جواد مصطفى جواد. في عام 1974 عين جواد مصطفى جواد مديرا لدائرة التدريب المهني والتطوير الإداري اصالة. في عام 1975 الغيت دائرة التدريب المهني والتطوير الإداري في شركة النفط الوطنية وعين جواد مصطفى جواد مديرا عاما للدائرة القانونية الادراية في الشركة وكالة وألحق مركز التدريب النفطي بها. في عام 1978 صدر قرار بتكوين المنشأة العامة للتدريب النفطي كمديرية عامة مستقلة والحق بها مركز التدريب النفطي في بغداد وكذلك مركز التدريب المهني في كركوك بعد ان غير اسمه إلى مركز التدريب النفطي - كركوك، وقد نسب الاستاذ جواد مصطفى جواد الذي أصبح بدرجة خبير نفطي للعمل كمدير لقسم التطوير في هذه المنشأة ووكيلا لمديرها العام.

## خبرته
استمر الاستاذ جواد مصطفى جواد بالعمل في المنشأة العامة للتدريب النفطي كمخطط ومبرمج لاعداد الملاكات النفطية الوسطية، وكان من أهم انجازاته التخطيط لفتح دورات سريعة عامي 1980 و 1981 في مركز التدريب النفطي في بغداد خرجت الالاف من الفنيين المتخصصين والذين ظهرت الحاجة اليهم بعد الخطط الانفجارية التي نفذتها وزارة النفط لزيادة مستويات الإنتاج النفطي وكذلك بناء مصافي جديدة عملاقة مثل مصفى بيجي ومصفى البصرة. وفي عام 1987 تم إلغاء المنشأة العامة للتدريب النفطي وجرى الحاق مراكز التدريب النفطي بعد تغيير اسمائها إلى معاهد التدريب النفطي (أو معاهد النفط اختصارا) كدوائر مستقلة بوزارة النفط. تحول جواد مصطفى جواد في هذه المرحلة إلى العمل في معهد النفط في بغداد كخبير نفطي مسؤول عن التخطيط والمتابعة واعداد وتنفيذ البرامج التطويرية. بدأ الاستاذ جواد مصطفى جواد يخطط ويشرف بشكل مباشر على تنفيذ برامج اعداد الكوادر الفنية الوسطية لجميع نشاطات القطاع النفطي، من بينها تخريج حفاري الابار النفطية ومشغلي وحدات التصفية ووحدات الغاز ومشيدي خطوط الانابيب والفنيين الكهربائيين والميكانيكيين وعشرات الاختصاصات الأخرى. وقد استمر بالعمل في معهد النفط - بغداد حتى العام 1996 حيث احيل على التقاعد لبلوغه السن القانونية، لكنه ظل يعمل هناك كخبير نفطي استشاري متعاقد.

## هجرته
في اوائل عام 2007 انهي عقده الوظيفي وغادر العراق واستقر لفترة في عمان - الأردن، ومن هناك سافر إلى الولايات المتحدة الأمريكية حيث يعيش ولده.

## جهوده
عمل الاستاذ جواد مصطفى جواد في القطاع النفطي لمدة وصلت إلى نصف قرن كان فيها بحق رائد صناعة الملاكات النفطية الوسطية في العراق، وقد تخرج نتيجة لجهوده الكبيرة عشرات الالوف من الفنيين الذين واصل الكثيرين منهم دراستهم العليا وحصلوا على شهادات رفيعة أهلتهم لقيادة مسيرة هذا القطاع في مراحل لاحقة. كما أن الاستاذ جواد مصطفى جواد هو عقلية علمية لامعة وقد ابدع في مجال عمله ايما ابداع إلى درجة كان من الصعب في بعض المراحل تصور ميدان التدريب والاعداد والتطوير النفطي بدون وجوده وحضوره. ومما يؤكد هذه الحقيقة انه ظل يعمل بهذا السلك حتى بعد تقاعده لمدة تجاوزت العشر سنوات. ومما يفخر به بعضنا اننا عملنا تحت ادارته وبتوجيهه لفترة من الزمن حيث جرى انجاز خطط مستقبلية طموحة من بينها (خطة التعليم النفطي المتكامل) التي تتضمن إنشاء جامعة نفطية بادارة وزارة النفط تضم كليات نفطية تفتح في الشمال والجنوب إلى جانب معاهد النفط الموجودة فعلا لتخريج كوادر فنية متخصصة بختلف المستويات للعمل في القطاع النفطي. كما تضمنت الخطة أيضا فتح اعداديات نفطية في المحافظات مشابهة لاعداديات الصناعة يمكن ان تخرج فنيين متخصصين ممن يمكن ان يعملوا بعد تخرجهم مباشرة أو يكملوا دراستهم في المعاهد والكليات النفطية. ويعرف كل من عمل مع هذا الرجل أو عاشره لفترة بانه موسوعة معلوماتية فائقة، اذ ما ان يسأل عن شيء معين يتعلق بمجال عمله أو تخصصه حتى تنهال منه المعلومات بشكل انسيابي يثير الإعجاب معززا كل ما يقوله بالوثائق والمستندات التي كانت تضج بها غرفته. ومما يجب قوله بحق هذا الإنسان الوطني الشريف بأنه كان طيلة حياته الوظيفية انسان متواضع جدا لا يبالي ابدا بالعمل في الظل والبقاء وراء الكواليس، كما انه لم يسعى في حياته لمنصب أو وظيفة قيادية طالما كان ما يخططه ويعده ينفذ ويتحقق على ارض الواقع. وقد لا يعرف معظم خريجي معاهد النفط في العراق بان اليد الامينة التي كانت تخطط لقبولهم وتهيء جميع المستلزمات اللازمة لدراستهم وتدريبهم وتهتم بهم حتى تخرجهم لم تكن غير أيدي الاستاذ الفاضل جواد مصطفى جواد. من جانب أخر كان هذا الإنسان الرائع رجل في غاية المودة عند تعامله مع الاخرين، وكان يعكس بقوة صورة والده العلامة الفذ شيخ اللغة والتاريخ الدكتور مصطفى جواد والذي كان يعتز به كثيرا ويقتدي به في كل شيء علاوة على رعايته لانجازاته العلمية والفكرية من خلال قيامه بادامة مؤلفاته والمخطوطات الموجودة في مكتبته 

## وفاته
يقول الدكتور علي تقي انه توفي سنة 2017 في الولايات المتحدة الأمريكية بعد مرض عضال.

## انظر
- مصطفى جواد

## وصلات خارجية
- العلامة مصطفى جواد
- العلامة مصطفى جواد، تركماني خدم اللغة العربية
- الدكتور مصطفى جواد نسخة محفوظة 31 أكتوبر 2013 على موقع واي باك مشين.
- بعد 41 عاما على رحيل العلامة د. مصطفى جواد يعود نصبه ليستقبل المارة